# Odi Stadium
Odi Stadium jest wielozadaniowym stadionem w Mabopane, RPA. Obecnie najczęściej używany na potrzeby meczów piłki nożnej. Stadion posiada 60 000 miejsc. Jest stadionem drużyny piłkarskiej Garankuwa United.
ODI Stadium usytuowany jest na północ od Pretorii w Mabopane.